# Sabazios
Sabazios (Σαβάζιος / Sabázios, « le Frappant, le Tonnant » en grec ancien) est un dieu thrace ou phrygien qui apparaît à Athènes vers le Ve siècle av. J.-C.

## Origine
Le culte de Sabazios semble être en rapport avec celui de la Magna Mater, la « Grande Mère ». On célèbre en son honneur des mystères privés.

## Culte
On ne connaît rien du rituel avant l'époque impériale, période où, en Italie, il est assimilé à Bacchus ou Jupiter. Son principal attribut est le serpent ; dans les Caractères, Théophraste dépeint la superstition par une personne qui invoque le dieu en trouvant un serpent inoffensif dans sa maison,,,,,.
Son culte, initiatique, comportait une procession au cours de laquelle les fidèles portaient et agitaient un serpent ou une main décorés de références à l'animal. L'initié était dévêtu, et frictionné par le prêtre avec de l’argile et du son.
La divinité est représentée par une main en bronze les premiers doigts étendus, accomplissent le geste liturgique de la bénédiction ayant le pouvoir divin d'écarter l'action des puissances mauvaises, de secourir et de bénir. 
L'usage suivi par les sabaziates de consacrer des mains est peut-être emprunté, par l'intermédiaire des Juifs, au rituel des temples sémitiques. Les initiés croyaient qu'après la mort, leur bon ange les conduirait au banquet des bienheureux dont les repas liturgiques présageaient sur la terre les joies éternelles.

## Liens Externes
- Le Caractère du Superstitieux, d'après Théophraste
- Sabazius
- Persée : Le dieu thraco-phrygien Sabazios-Sabazius à Vichy
- Main votive de Sabazios, Musée de Picardie, Amiens